# Phyllodiscus semoni
Phyllodiscus semoni, es la única especie de anémona de mar del género Phyllodiscus, de la familia Aliciidae.
Es una especie con una increíble variedad morfotípica, que adquiere formas similares a corales de su entorno. No obstante, recientes estudios plantean la duda de si se trata de una variedad intraespecífica o interespecífica, ya que no se han realizado hasta ahora los necesarios análisis filogenéticos.

## Morfología
Su cuerpo es cílindrico. Su extremo basal es un disco plano que funciona como pie, el disco pedal, y su extremo apical es el disco oral, el cual tiene la boca en el centro, y alrededor muchos tentáculos, más de 160, dispuestos hexameralmente y compuestos de cnidocitos, células urticantes provistas de neurotoxinas paralizantes en respuesta al contacto. La anémona utiliza este mecanismo para evadir enemigos o permitirle ingerir presas más fácilmente hacia la cavidad gastrovascular. Tienen seis pares de mesenterios perfectos y estériles.
Su característica distinguible es la presencia de protuberancias o pseudotentáculos, debajo de los tentáculos que rodean el disco oral. Son en forma de tallos y ramificados con ramas cortas, que presentan diversas formas que lo camuflan entre asociaciones de corales, ya que, durante el día los auténticos tentáculos están retraídos, y la apariencia que le dan estas protuberancias no recuerda en absoluto a una anémona, adquiriendo formas de corales duros, corales blandos o de rocas cubiertas de algas.
Estas anémonas poseen zooxantelas, localizadas en los pseudotentáculos, ya que sólo estos están expandidos durante el día.

## Galería

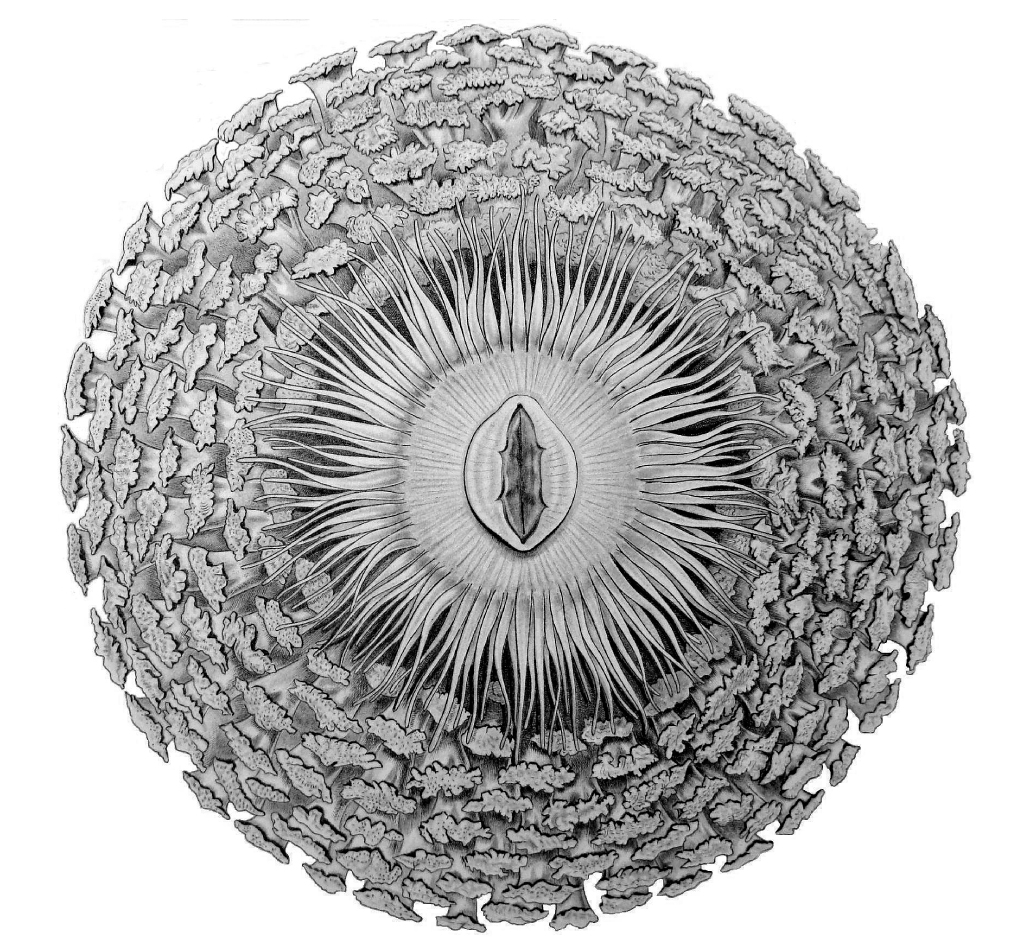
Holotipo de P. semoni según Kwietniewski, 1898
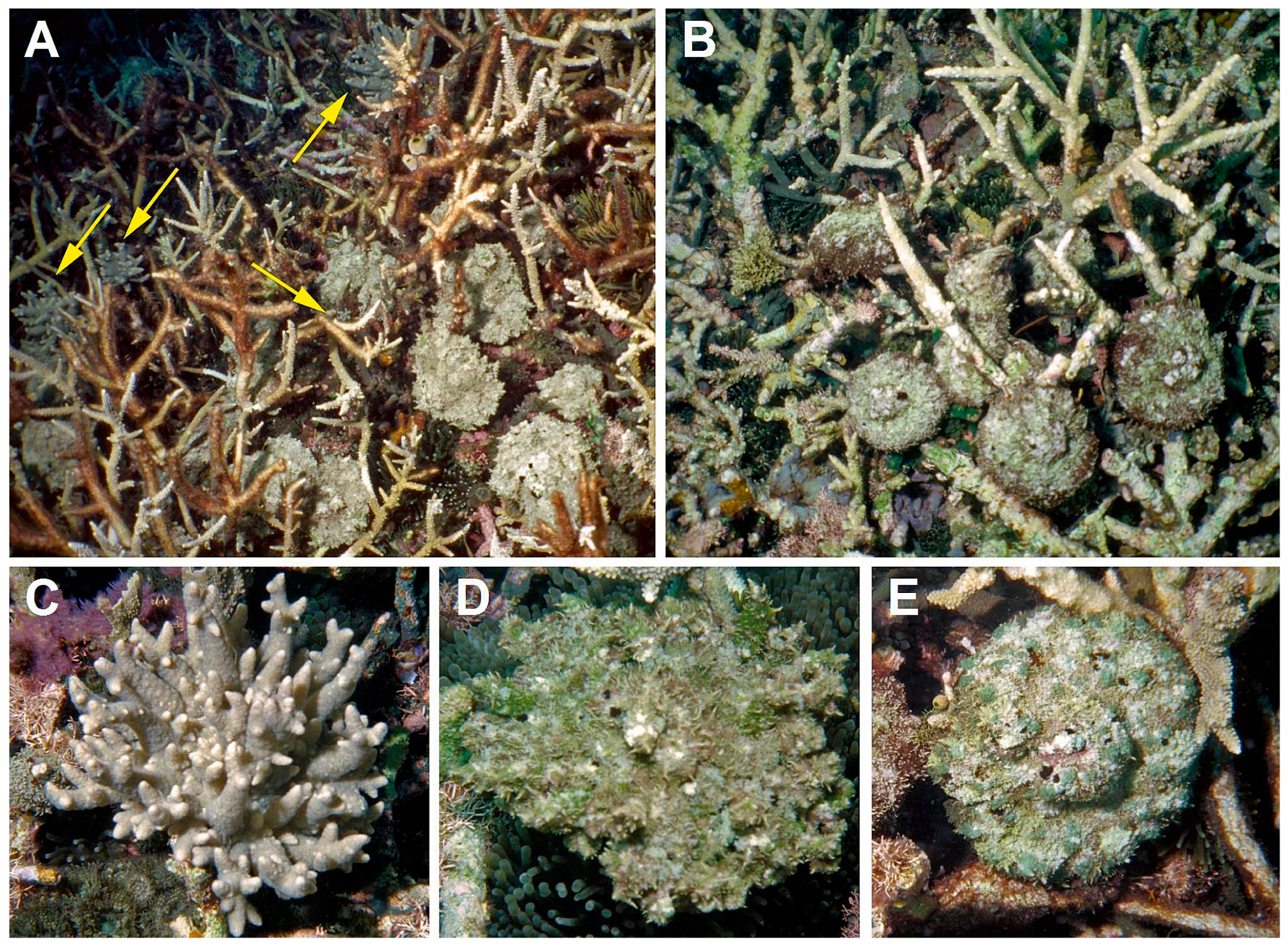
Tres morfotipos de P. semoni entre ramas de Acropora
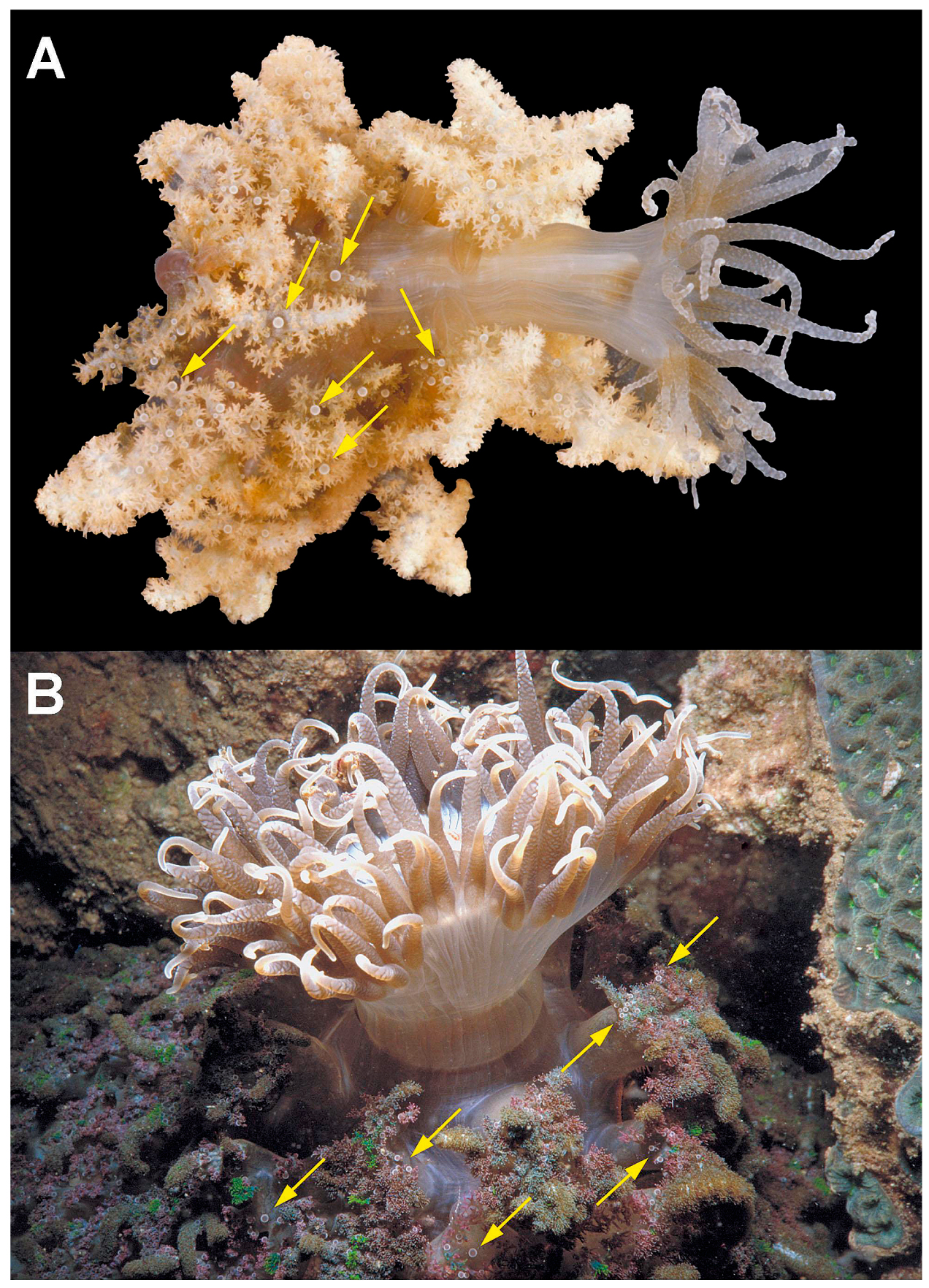
Dos morfotipos de P. semoni con los tentáculos expandidos, las flechas indican las vesículas urticantes de los pseudotentáculos
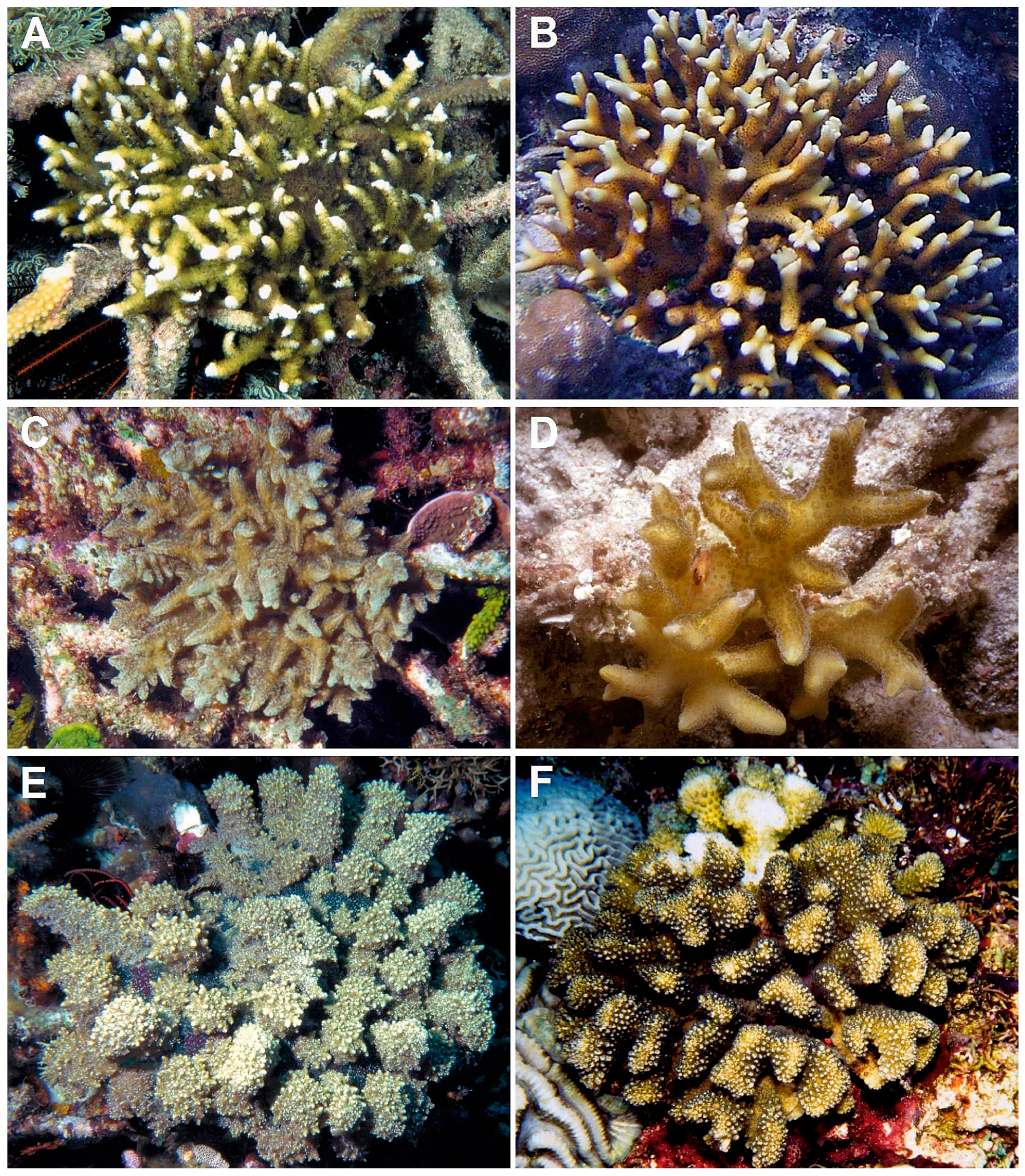
P. semoni (A, C, E) y modelos de imitación B: Modelo para A:Seriatopora hystrix; D: Modelo para C: Seriatopora caliendrum; F: Modelo para E: Pocillopora meandrina
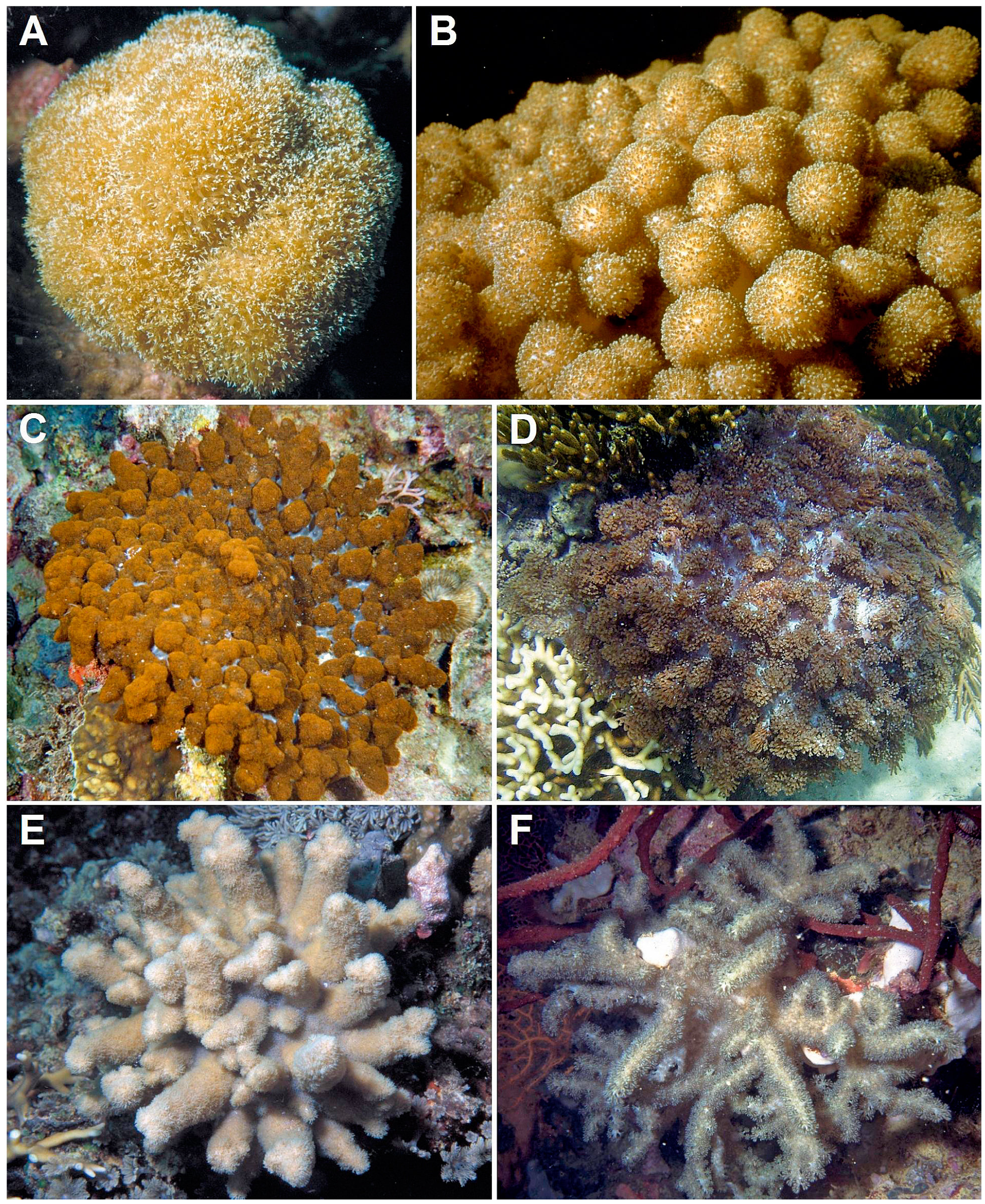
P. semoni (A, C, E) y modelos de imitaciones B: Modelo para A: Asterospicularia sp; D: Modelo para C: Efflatounaria sp; F: Modelo para E: Klyxum sp.
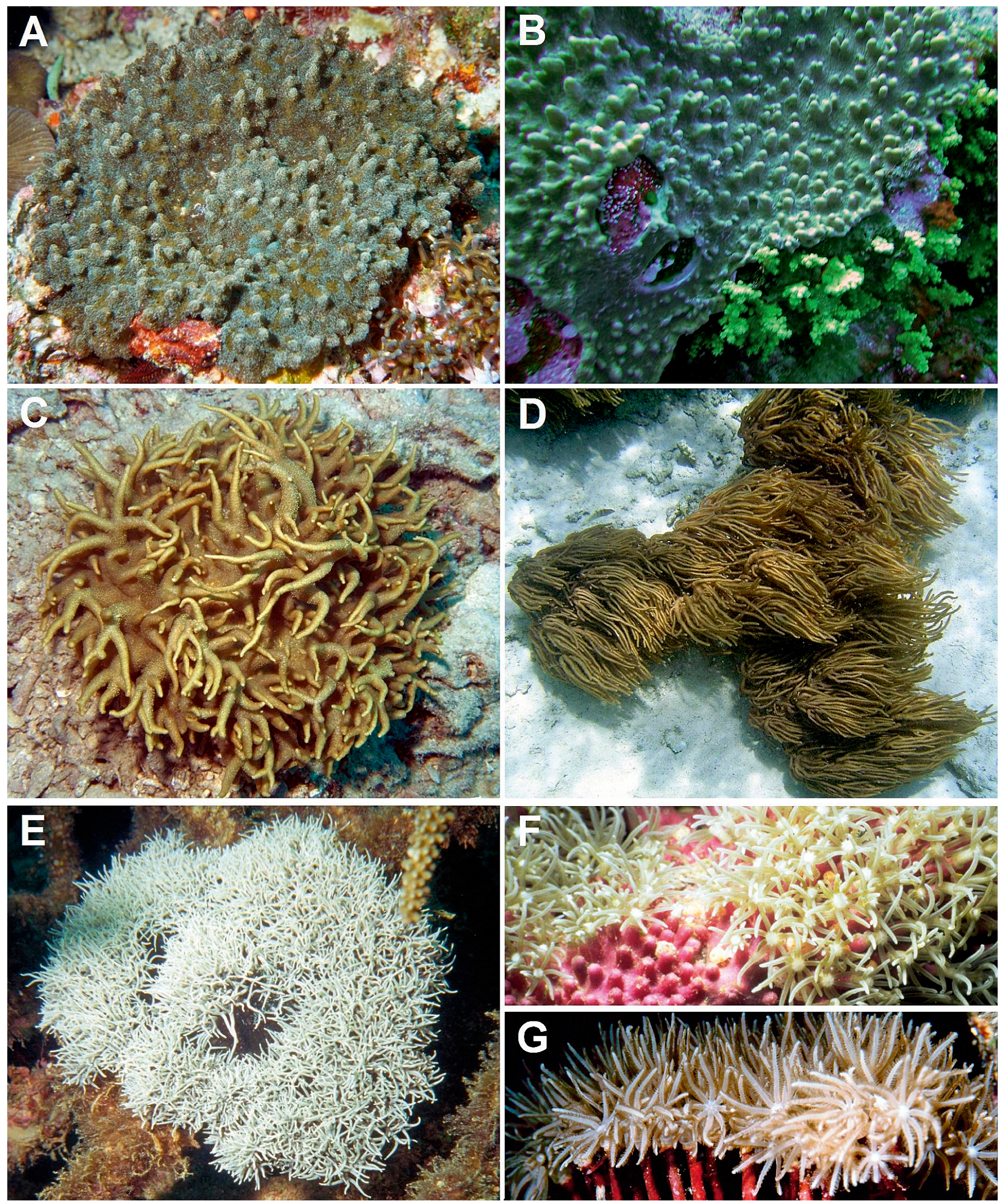
P. semoni (A, C, E) y modelos de imitaciones. B: Modelo para A: Sinularia gravis; D: Modelo para C: Sinularia flexibilis; F: Modelo para E: Briareum sp.; G: Modelo para E: Tubipora musica
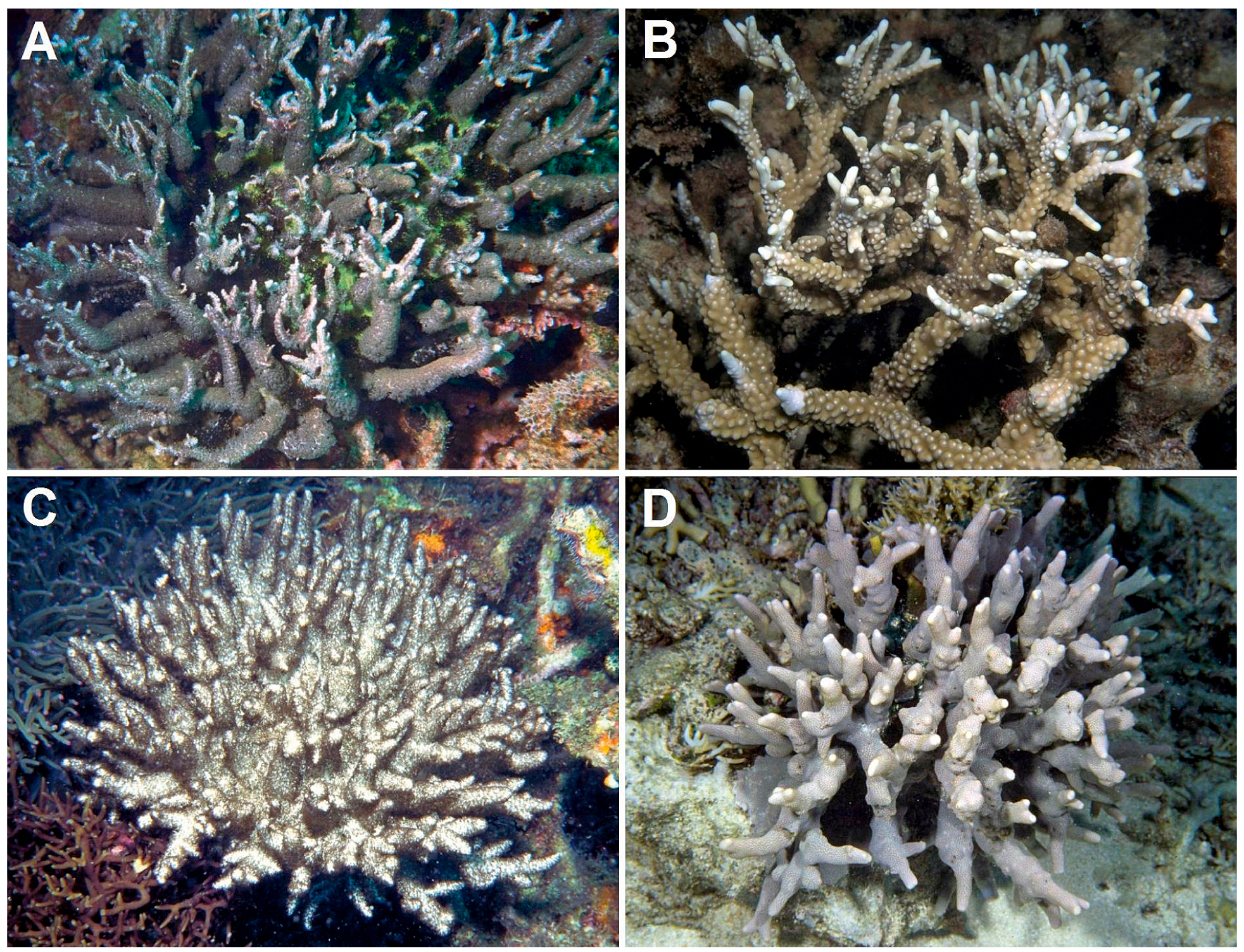
P. semoni (A, C) y modelos de imitaciones (B, D). B: Modelo para A: Anacropora sp.; D: Modelo para C: Porites cylindrica

## Hábitat
Suelen habitar sola o en agregaciones en los arrecifes, en suelos arenosos o grietas de rocas. Entre 1 y 40 m de profundidad. 
Se las encuentra en aguas tropicales y subtropicales del océano Indo-Pacífico central, y en Japón.

## Alimentación
Las anémonas contienen algas simbióticas; mutualistas (ambos oorganismos rganísmos se benefician de la relación) llamadas zooxantelas. Las algas realizan la fotosíntesis produciendo oxígeno y azúcares, que son aprovechados por las anémonas, y se alimentan de los catabolitos de la anémona (especialmente fósforo y nitrógeno). No obstante, las anémonas se alimentan tanto de los productos que generan estas algas (entre un 75 y un 90 %), como de las presas de zooplancton o peces, que capturan con sus tentáculos.

## Reproducción
Las anémonas se reproducen tanto asexualmente, por división, en la que el animal se divide por la mitad de su boca formando dos clones; o utilizando glándulas sexuales, encontrando un ejemplar del sexo opuesto. En este caso, se genera una larva planula ciliada que caerá al fondo marino y desarrollará un disco pedal para convertirse en una nueva anémona.